# Jaya Paramesvaravarman II
Jaya Paramesvaravarman II, né sous le nom de prince Angsaraja de Turai-vijaya, il devient roi du Champa de 1220 à 1254  à la suite de l'évacuation volontaire de son royaume par les Khmer en 1220,

## Origine
C'est un fils du roi Jaya Harivarman II qui a été élevé à la cour de  Jayavarman VII. Ayant obtenu le rang de « Yuvaraja » (héritier présomptif) en 1201, il mène une attaque des forces de  l' empire Khmer contre le  Dai Viet en 1207. D'abord gouverneur du Champa, il est couronné roi en 1226. Pendant son règne, il mène une politique de restauration des ouvrages d'irrigation, des monuments ruinés et les lingas.
Il équipe également une flotte qui razzie les cotes vietnamiennes. En 1252, l' agressivité du Champa  contraint l'empereur vietnamien Trần Thái Tông à riposter. Dans ce contexte il capture une concubine de Jaya Paramesvaravarman II, nommée Bo La Gia, ainsi que d'autres prisonniers, le roi Jaya Paramesvaravarman II est ensuite déposé ou tué et il a comme successeur son frère Jaya Indravarman VI.